# Лиллиан Лоррейн
Лиллиан Лоррейн (англ. Lillian Lorraine; 1 января 1892[…], Сан-Франциско, Калифорния — 17 апреля 1955[…], Нью-Йорк, Нью-Йорк) — американская актриса театра и кино. Одна из самых известных «девушек Зигфелда» в бродвейских представлениях серии «Безумства Зигфелда» 1910-х годов.

## Биография
Элаллин де Жак (настоящее имя артистки) родилась в 1892 или 1894 году в штате Юта (ни точная дата, ни точное место рождения неизвестны, некоторые источники указывают местом рождения город Сан-Франциско). Мать звали Молли, отца — Чарльз Жак (или де Жак), он работал шахтёром. Перепись населения 1900 года указывает, что девочка с родителями проживала в городе Ледвилл (штат Колорадо) в гостинице, принадлежащей её дедушке по материнской линии; датой её рождения указан январь 1894 года; имя — Лиллиан Жак; место рождения — Юта.
С 1906 года девушка начала играть в театрах (ей было 12 или 14 лет). На одном из таких представлений её заметил известный импресарио Флоренц Зигфелд. Он потратил не один год, продвигая её карьеру, и в итоге девушка стала одной из самых известных «девушек Зигфелда» в бродвейских представлениях серии «Безумства Зигфелда» 1910-х годов. В 1909 году Зигфелд снял Лиллиан с подтанцовки и начал давать ей ведущие роли в своих постановках.
Писатель Ли Эллин Дэвис в своей книге Scandals and Follies писал: «К 1911 году он [Зигфелд] был безумно влюблен в Лиллиан Лоррейн и оставался влюблённым в неё, в той или иной степени, до конца своей жизни, несмотря на её беспорядочное, безответственное, часто бессмысленное поведение; её многочисленные браки с другими мужчинами, его собственные два брака и его потребность в течение всей его взрослой жизни переспать с лучшей из красавиц, которых он нанял». Отношения Зигфелда и Лоррейн привели к тому, что в 1913 году импресарио развёлся с женой, известной актрисой Анной Хелд. Отношения взрослого мужчины и молодой девушки были бурными и эмоционально сложными, их страсть была такой, что вторая жена Зигфелда, актриса Билли Бёрк, позднее признавалась, что Лоррейн была единственной из прошлых сексуальных связей Зигфелда, которая вызывала у неё ревность.
С 1912 года Лоррейн начала сниматься в кино, но особого успеха на этом поприще не снискала: за десять лет она появилась в десяти киносериалах и фильмах, шесть из которых были короткометражными, после 1922 года она не снималась. Также с начала 1920-х годов слава Лиллиан как артистки театра начала меркнуть, в 1922 году она появилась на Бродвее в последний раз. К этому времени Лоррейн уже была сильно зависима от алкоголя. В 1923 году официально заявила о своём банкротстве. В конце 1920-х годов женщина дважды находилась на грани жизни и смерти: она получила сильное повреждение позвоночника, споткнувшись при выходе из такси; а в 1928 году у неё был диагностирован перитонит. В 1941 году она устроила пожар в своей квартире, из-за чего некоторое время провела в психиатрической лечебнице.
Лоррейн полностью пропала из поля зрения общественности в 1941 году, предположительно, после окончания лечения она сменила имя на Мэри Энн Бреннан. Скончалась артистка 17 апреля 1955 года в Нью-Йорке. Первоначально она была похоронена в скудельнице кладбища «Голгофа» (Квинс), на церемонии некогда великой звезды присутствовали лишь три человека: муж и два друга. Позже её останки были эксгумированы и перемещены в полноценную могилу на Кладбище Святого Раймонда в Бронксе.

### Личная жизнь
Личная жизнь артистки принесла ей больше известности, чем талант или красота. Бульварные газеты регулярно публиковали заметки о её последнем бурном романе или вражде с соперничающими звёздами. К концу 1910-х годов её роман с Зигфелдом практически сошёл на нет, но несмотря на это она продолжала оставаться одной из главных звёзд его «Безумств…»
В марте 1912 года Лоррейн вышла замуж за торговца недвижимостью по имени Фредерик М. Грешаймер. Однако спустя всего десять дней девушка заявила, что этот брак «был ошибкой и что он несовместим с её карьерой». Вскоре брак был признан недействительным, так как выяснилось, что Грешаймер уже женат. Тем не менее пара снова поженилась в мае 1913 года, но три месяца спустя Лоррейн подала заявление о расторжении брака, заявив, что Грешаймер «представил себя в ложном свете», и брак был аннулирован повторно.
Есть информация, что в 1946 году бывшая актриса вышла замуж за бухгалтера по имени Джек О’Брайан. Впрочем, скорее всего, этот брак был не официальным, а гражданским (common-law marriage). Пара прожила вместе девять лет до самой смерти Лоррейн в 1955 году.

## Образ в литературе и кино
- В 1925 году свет увидела повесть «Джентльмены предпочитают блондинок[англ.]». Образ главной героини по имени Лорелея Ли явно списан с Лиллиан Лоррейн[9].
- В 1936 году вышел кинофильм «Великий Зигфелд». В нём присутствует персонаж по имени Одри Дейн (сыгран Вирджинией Брюс), несомненно списанный с Лиллиан Лоррейн[10].
- В 1978 году вышел телефильм «Зигфелд: Мужчина и его женщины[англ.]». Роль Лоррейн в нём исполнила Валери Перрин[11].

## Бродвейские работы
- 1908—1909 — Мисс Невинность / Miss Innocence — Анжела
- 1909—1912, 1918 — Безумства Зигфелда / Ziegfeld Follies
- 1912 — Над рекой / Over the River — Миртл Мирабо
- 1914 — Круговерть мира / The Whirl of the World — Фифи, Клеопатра II
- 1917—1918 — Мелочи 1917 года / Odds and Ends of 1917
- 1918 — Полуночная забава Зигфелда / Ziegfeld Midnight Frolic
- 1919—1920 — Синий дьяволёнок / The Little Blue Devil — Полетт Святая
- 1920 — Девушки Зигфелда 1920 года / Ziegfeld Girls of 1920
- 1922 — Синий котёнок / The Blue Kitten — Тотоше

## Избранная фильмография
- 1915 — Нил из Военно-морского флота[англ.] / Neal of the Navy — Аннетт Иллингтон
- 1915 — Простит ли жена?[англ.] / Should a Wife Forgive? — Красавица Роза
- 1922 — Уединённые уголки[англ.] / Lonesome Corners — Марта Форрест

- В журнале Theatre Magazine, фото ок. 1909 г.
- Фото 1912 г.
- Фото 1914 г.
- В выпуске Photoplay Review, октябрь 1915 г.
- На обложке нотной книги к киносериалу «Нил из Военно-морского флота[англ.]» (1915)
- Фото 1919 г.
- В постановке «Синий дьяволёнок» (1920)
- В журнале Munsey's Magazine[англ.], фото ок. 1920 г.
- В журнале Tatler, фото ок. 1921 г.
- Вв журнале Tatler, фото ок. 1922 г.